# Damon Galgut

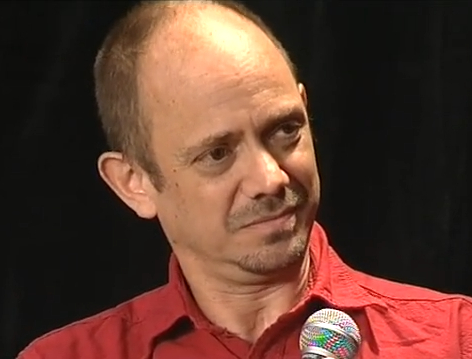
Damon Galgut (2013)

Damon Galgut (* 12. November 1963 in Pretoria) ist ein südafrikanischer Schriftsteller und Dramatiker, der in englischer Sprache schreibt. Für den Roman The Promise erhielt er 2021 den britischen Booker Prize.

## Leben und Werk
Im Alter von sechs Jahren wurde bei Galgut Krebs diagnostiziert, sodass er große Teile seiner Kindheit im Krankenhaus verbrachte. Er studierte Drama an der Universität Kapstadt. Mit 17 wurde sein erster Roman, A Sinless Season, publiziert. Sein Kampf mit dem Krebs prägte sein nächstes Buch, eine Sammlung von Kurzgeschichten mit dem Titel Small Circle of Beings (1988). The Beautiful Screaming of Pigs (1991) gewann den CNA Prize, einen wichtigen südafrikanischen Literaturpreis. The Quarry (1995) wurde verfilmt.
Erst mit der Publikation von The Good Doctor im Jahr 2003 erreichte Galgut größere Bekanntheit. Es wurde für den Booker Prize gelistet und gewann den Commonwealth Writers’ Prize für die Region Afrika. Auch sein Roman In a Strange Room wurde für den Booker Prize vorgeschlagen. 2013 wurde er als auswärtiges Ehrenmitglied in die American Academy of Arts and Letters aufgenommen. 2015 erhielt er für Arctic Summer, eine Romanbiografie über E. M. Forster in Indien, den Barry Ronge Fiction Prize. Sechs Jahre später gewann Galguts Roman The Promise den britischen Booker Prize 2021. Das Werk behandelt den Generationenkonflikt in einer weißen südafrikanischen Bauernfamilie, der bei der Beerdigung der Matriarchin offen zu Tage tritt. Die Kinder bringen Verachtung für alles zum Ausdruck, wofür die Familie steht. Dazu zählt auch das gescheiterte Versprechen an eine schwarze Bedienstete, die ihr Leben lang für diese gearbeitet hat.
Galgut lebt in Kapstadt.

## Werke
- A Sinless Season
- Small Circle of Beings
- The Beautiful Screaming of Pigs
- The Good Doctor
  - Der gute Doktor. Roman. Aus dem Englischen von Thomas Mohr. Goldmann, München 2005
- The Quarry
  - Das Sündenopfer. Roman. Aus dem Englischen von Thomas Mohr. Goldmann, München 2007
- The Impostor
  - Der Betrüger. Roman. Aus dem Englischen von Thomas Mohr. Manhattan, München 2009, ISBN 978-3-442-54649-7.
- In a Strange Room
  - In fremden Räumen. Roman. Aus dem Englischen von Thomas Mohr. Manhattan, München 2010, ISBN 978-3-442-54675-6
- Arctic Summer
  - Arktischer Sommer. Aus dem Englischen von Thomas Mohr. Manhattan, München 2014, ISBN 978-3-442-54747-0.
- The Promise. Chatto & Windus, London 2021, ISBN 978-1-78474-406-9.
  - Das Versprechen. Roman. Aus dem Englischen von Thomas Mohr. Luchterhand, München 2021, ISBN 978-3-630-87707-5.

Theaterstücke
- Echoes of Angers
- Party for Mother
- Alive and Kicking
- The Green’s Keeper